# Gorazd Zajc
Gorazd Zajc (Maribor, 28 dicembre 1987) è un ex calciatore sloveno, di ruolo centrocampista.

## Carriera
Con la maglia del Maribor, nella stagione 2005-2006 ha collezionato 27 presenze e 4 gol nella massima serie slovena; in seguito è passato alla squadra italiana del Siena con cui non ha disputato alcuna partita nella stagione 2006-2007 nel massimo campionato nazionale.
Tornato al Maribor, conclude la stagione 2006-2007 con 16 presenze e 3 reti nella massima serie slovena.
Nella stagione successiva segna 2 gol in 18 partite.
Per la stagione 2008-2009 passa al Rudar Velenje, sempre in massima serie, con cui disputa 21 partite segnando un gol.
Nella stagione 2009-2010 si è accasato al Drava Ptuj.